# Cortes de Évora de 1325
Reunidas por D. Afonso IV, foram emanadas nestas cortes leis sobre os direitos dos padroeiros, trajes dos judeus, mouros e cristãos e ordenaram-se inquirições sobre coutos
e honras.